# Носатки (цикадовые)
Носатки  (лат. Dictyopharidae) — семейство равнокрылых насекомых.

## Описание
Средних размеров, хорошо прыгающие цикадовые. Голова часто вытянута вперёд в виде головного отростка. Передние тазики не доходят до вершины клипеуса. Имаго и личинки ходят, приподнимая переднюю часть тела. Для СССР указывалось 20 родов и 80 видов.

## Классификация
Более 670 видов и 148 родов (или 490 и 119 по другим подсчётам).
- Dictyopharinae — Cladodipterini, Dictyopharini.
- Orgeriinae — Lyncidini, Orgeriini.